# Greenwich, New South Wales
Greenwich är en del av en befolkad plats i Australien. Den ligger i kommunen Lane Cove och delstaten New South Wales, i den sydöstra delen av landet, nära delstatshuvudstaden Sydney. Antalet invånare är 5 053.
Trakten är tätbefolkad. Närmaste större samhälle är Sydney, nära Greenwich. 
Runt Greenwich är det i huvudsak tätbebyggt. Genomsnittlig årsnederbörd är 1 380 millimeter. Den regnigaste månaden är februari, med i genomsnitt 200 mm nederbörd, och den torraste är juli, med 36 mm nederbörd.